# You’re Driving Me Crazy
You’re Driving Me Crazy ist ein Popsong, den Walter Donaldson 1930 veröffentlichte. Unter dem Titel Hallo, was machst du heut’, Daisy? erschien der Song mit einem deutschen Text, den Charles Amberg und Eugen Till 1931verfasst hatten.

## Hintergrund
In Amerika hatte der singende Bandleader Rudy Vallée mit seinen Connecticut Yankees den Titel 1930 vorgestellt. Aber auch Guy Lombardo mit seinen Royal Canadians, bei denen sein Bruder Carmen Lombardo Refrain sang, und die Jazz- und Blues-Sängerin Lee Morse und ihre Blue Grass Boys machten bei Columbia Aufnahmen davon.
Das erfolgreiche Lied fand sogleich Verwendung in dem Bühnenstück Smiles, in dem Fred und Adele Astaire zusammen mit Marilyn Miller am Ziegfeld Theatre auftraten.
Die Melodie entwickelte sich auch rasch zu einem Jazzstandard, den Bands wie McKinney’s Cotton Pickers in den USA oder Harry Hudson’s Melody Men in Großbritannien einspielten. Von Dixieland-Kapellen wurde es im Zuge der Revival-Bewegung auch noch nach 1945 gerne aufgegriffen und gespielt, wie etwa 1961 von der britischen Band „Temperance Seven“.
In Deutschland wurde das Lied durch die Gesangsgruppe Comedian Harmonists populär gemacht.
Aber auch ein anonym gebliebenes „Jazz-Orchester mit Refraingesang“, möglicherweise Jack Presburg, spielte den Titel dezent swingend auf dem Kaufhaus-Etikett "Rot-Blau" ein.
In Amberg-Tills deutscher Version versucht ein nervöser Liebhaber bei seiner kapriziösen Freundin Daisy am Telephon ein Rendezvous zu ergattern.
- Kehrvers:

Hallo hallo, was machst du heut', Daisy?

Hast du heut' Zeit?

Sag mir Bescheid!

Hallo hallo, wo seh'n wir uns, Daisy?

Mir ist kein Weg zu weit!

Hallo hallo, deine Nummer

Macht mir so viel Kummer,

ich werde verrückt.

Hallo hallo, ach ich bin ja so froh,

Endlich ist mir der Anschluß geglückt.

Hallo hallo, was machst du heut', Daisy?

Hast du für mich heut' Zeit?
Eine böse Wendung erhielt das Lied im Zweiten Weltkrieg durch einen propagandistisch gegen England gerichteten Text, mit welchem es das Jazzorchester von Lutz Templin als „Charlie and His Orchestra“ im Auftrage der Nationalsozialisten mit dem Sänger Karl Schwedler aufnahm.

## Tondokumente (Beispiele)
- Victor 22 572-A (matrix BVE-64351) You're Driving Me Crazy! (Me Vuelves Loco) Foxtrot (Walter Donaldson) Rudy Vallee and His Connecticut Yankees ; Rudy Vallee, vocal refrain.[7]
- Columbia 2315-D (matrix 150.944) You’re Driving Me Crazy (What Did I Do), Slow Fox-trot (W. Donaldson) Guy Lombardo and his Royal Canadians ; Carmen Lombardo, vocal refrain.[8]
- Columbia 2348-D (matrix 150.987) You're Driving Me Crazy! Slow Fox-trot (W. Donaldson) Lee Morse and Her Blue Grass Boys. Rec. NY November 26, 1930.
- Edison Bell 1458 (matrix 90015) You’re Driving Me Crazy, Slow Fox-trot (W. Donaldson) Harry Hudson and His Melody Men (with Vocal Duet), rec. 1930[9]
- Electrola E. G. 2435 / 60-1780 (Matrizen-Nr. E-OD 6071) Hallo, Was Machst Du Heut, Daisy ! (Walter Donaldson, Text von Charles Amberg u. Eugen Till) Comedian Harmonists, Gesangsquintett mit Klavier, aufgen. Berlin, 19. Oktober 1931.
- Rot-Blau Nr. 9669 (Matrizen-Nr. 6146) Hallo, was machst Du heut, Daisy ! Slow Fox (Musik Walter Donaldson - Text von Ch. Amberg und Eugen Till) Jazz-Orchester mit Refraingesang. Aufgen. 1932[10]